# Kristina De Coninck
Kristina De Coninck (1961) is een Belgisch model en beeldend kunstenares. Ze wordt omschreven als het gezicht van de Belgische mode.

## Biografie
Kristina De Coninck werd op 27-jarige leeftijd als model ontdekt door modefotograaf Ronald Stoops. Sindsdien heeft ze onder andere voor Dries Van Noten, Dirk Van Saene, Yohji Yamamoto, Martin Margiela, Walter Van Beirendonck en Jean Paul Gaultier gewerkt, waarbij Margiela De Conick omschreef als zijn muze. In 1994 werd ze voor het eerst moeder en kwam haar modellenwerk op de achtergrond te staan.
De Coninck raakte in 2017 terug in de aandacht toen een foto van haar uit 1990 werd gebruikt als affiche voor een overzichtstentoonstelling in Bozar. Ook liep ze mee in de honderdste show van Dries Van Noten en schreef ze zich opnieuw in bij een modellenbureau. Sindsdien heeft De Coninck modellenwerk gedaan voor onder andere Marine Serre, Lemaire en Zara.
Naast modellenwerk was De Coninck te zien in de film Martin Margiela: In His Own Words uit 2019 en verscheen ze in enkele tv-specials.

## Privé
De Coninck is getrouwd, heeft één dochter en woont in Bois-le-Roi in Frankrijk.